# Irineópolis
Irineópolis è un comune del Brasile nello Stato di Santa Catarina, parte della mesoregione del Norte Catarinense e della microregione di Canoinhas.